# Essenboomstraat
De Essenboomstraat is een straat in Brugge.

## Beschrijving
Oorspronkelijk heette deze straat de Dievenhoek. Dit had niets met booswichten te maken, maar met een straat in schuine hoek. De Venkelstraat wordt nog steeds de Dievenhoek genoemd, naam die de straat kreeg omdat ze de vorm van een winkelhaak had.
Later kwam de naam Ooievaarstraat in gebruik. Op de hoek van de Langestraat en deze straat stond in 1580 een huis genaamd 'Het Ovaerdeken'.
Later was het huis van naam veranderd en heette in 1648 't Esseboomken. Die naam had het in verwijzing naar een esboom die er rechtover stond. De eigenaar van het huis kreeg in 1648 toelating van de stad om de boom te vellen.
In de volksmond heette de straat in de 18de en 19de eeuw Kromme Zothuisstraat, net zoals de Balsemboomstraat de Zothuisstraat werd genoemd. Beide namen hebben betrekking op de psychiatrische inrichting die er stond.
De Essenboomstraat loopt van de Langestraat naar de Balsemboomstraat.